# 束皙
束皙（262年—300年），字廣微，陽平元城（今河北大名東）人。西晉文學家。漢太子太傅疏廣之後。
少有德行，太康初年，官佐著作郎、尚書郎。太康二年（281年），汲郡（今河南卫辉西南）出土魏襄王墓中竹书数十车，曾與荀勖、衛恆等整理《竹書紀年》和《穆天子傳》著成《汲冢书》七十五篇。趙王倫為相國，請為記室。永康元年（300年）辭官歸里，教授門徒。卒於晉永康元年（300年）。著有《發蒙記》一卷，有《束廣微集》，今存輯本。四言詩有《補亡詩》六首，補作《詩經·小雅》的《南陔》、《白華》等篇，又有《勸農賦》、《餅賦》等。

## 家庭
祖束混，隴西太守，
父束龕，馮翊太守。
兄束璆。

## 延伸阅读
[在维基数据编辑]
 在维基文库阅读此作者作品
 《晉書·卷051》，出自房玄齡《晉書》